# Tiwa Savage

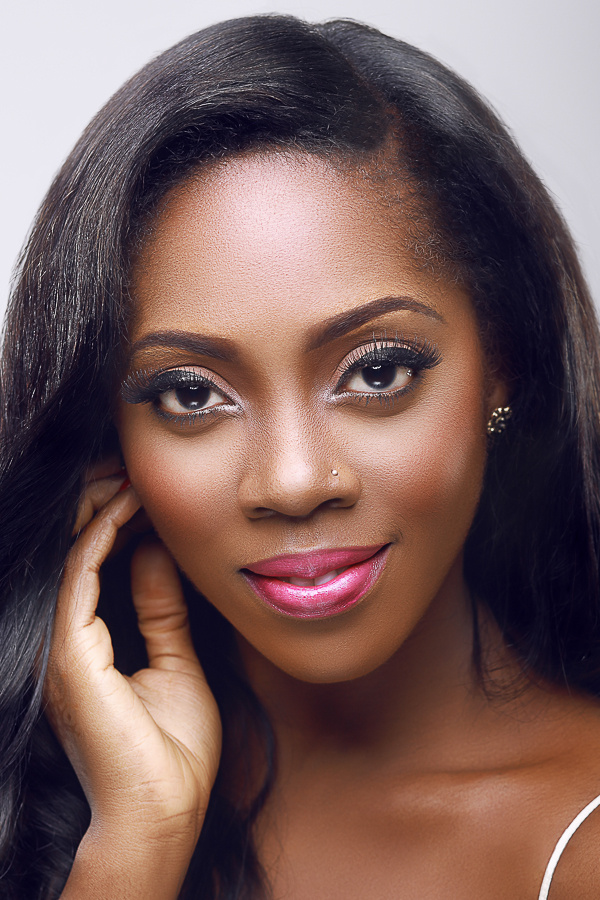
Tiwa Savage (2013)

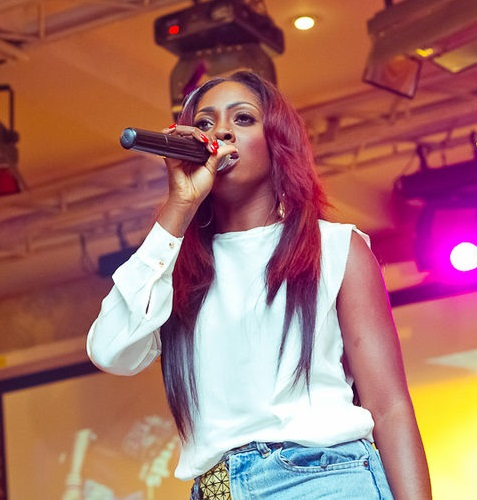
Tiwa Savage (2012)

Tiwa Savage (* 5. Februar 1980) ist eine nigerianische AfroPop-Sängerin.
Sie singt in den Sprachen Englisch und Yoruba. Ihre Musik ist eine Mischung aus Afrobeats, R&B, Pop und Hip-Hop.

## Leben und Karriere
Tiwa Savage wurde auf Lagos Island geboren und zog im Alter von 11 Jahren nach London, wo sie eine Sekundarschulausbildung erhielt.
Fünf Jahre später begann sie ihre Musikkarriere als Background-Sängerin für Künstler wie George Michael und Mary J. Blige. Nach der Teilnahme an der britischen Ausgabe von The X Factor und ihrem Abschluss am Berklee College of Music unterzeichnete Tiwa Savage 2009 einen Vertrag bei Sony/ATV Music Publishing. Inspiriert vom Wachstum der nigerianischen Musikindustrie zog Savage zurück nach Nigeria und unterschrieb 2012 einen Vertrag bei Mavin Records.
Ihr Debüt-Album Once Upon a Time wurde am 3. Juli 2013 veröffentlicht. Es wurde bei den Nigeria Entertainment Awards 2014 für das beste Album des Jahres und bei The Headies 2014 für das beste R&B/Pop-Album nominiert. Tiwa Savages zweites Studioalbum R.E.D wurde am 19. Dezember 2015 veröffentlicht. Im Juni 2016 unterzeichnete Tiwa Savage einen Management- und Verlagsvertrag bei dem US-amerikanischen Musiklabel Roc Nation. Im September 2017 veröffentlichte sie ihre EP Sugarcane. R.E.D und Sugarcane wurden beide für das beste Album bei den Nigeria Entertainment Awards nominiert.
Im November 2018 gewann Savage den Preis für den besten afrikanischen Act bei den MTV Europe Music Awards 2018 und wurde damit die erste Frau, die diese Kategorie gewann. Im Mai 2019 gab sie ihren Plattenvertrag bei der Universal Music Group und ihren Ausstieg von Mavin Records bekannt.
Tiwa Savage hat in der (Nigerianischen) Musikindustrie zunehmend an Bedeutung gewonnen und gehört, neben Yemi Alade, mittlerweile zu einer der bedeutendsten und erfolgreichsten Musikinterpretinnen des Afrikanischen Kontinents.
Sie wurde von der BBC als eine der 100 Frauen des Jahres 2017 und im Women4Africa Award 2022 ausgezeichnet.
Ayra Starr (nigerianische Sängerin) und Brettina Lorena Robinson (bahamaische Jazz-Sängerin) haben Tiwa Savage als Inspiration und Einfluss auf deren Musik genannt.

## Engagement
Sie war an Projekten zur Stärkung der Jugend und zur Brustkrebsvorsorge beteiligt und hat Mittel für den Bau von Schulen in Nigeria gesammelt.

## Diskographie
Veröffentlichte Alben und EPs:
- Once Upon a Time (2013)
- R.E.D (2015)
- Sugarcane (2017)
- Celia (2020)
- Water & Garri (2021)